# Jägereiche bei Bad Sooden-Allendorf
Die Jägereiche bei Bad Sooden-Allendorf ist eine rund 300 Jahre alte Traubeneiche, die am Weg vom Ahrenberg zum Aussichtsturm auf dem Rosskopf im nordhessischen Werra-Meißner-Kreis steht. Ihren Namen verdankt die Eiche nicht einer bestimmten Person, berichtet der Kunsthistoriker und Fotograf Thomas Wiegand in seinem Buch Bäume aus dem Werraland, sondern der Tatsache, dass sie ein beliebter Treffpunkt für Jäger, Treiber und Forstbeamte war. In der Zeit um die Wende vom 19. zum 20. Jahrhundert wurde nach den Jagden unter ihr getanzt. Die Musiker spielten für die Festgesellschaft von einer luftigen Bretterbühne im Baum, die durch die starken Äste gehalten wurde.
Im Jahr 1936 wurde die Jägereiche als ein zu schützendes Naturdenkmal ausgewiesen.

## Standort
Der alte Baum steht im Kreuzungsbereich mehrerer Forst- und Wanderwege auf der nordöstlichen Seite des 482 m hohen Roßkopfes. An seinem Standort treffen die Gemarkungen von Bad Sooden-Allendorf und dem Bad Sooden-Allendorfer Stadtteil Ahrenberg aufeinander. Das Gelände befindet sich im „Geo-Naturpark Frau-Holle-Land“ und wird in der naturräumlichen Gliederung Deutschlands des Instituts für Landeskunde Bad Godesberg dem Soodener Bergland (358.02) im Bereich des Unterwerrasattels (358.0) zugeordnet. Sie sind Einheiten des Unteren Werraberglands (358) in der Haupteinheitengruppe des „Osthessischen Berglands“.
Das Roßkopfgebiet liegt in einem der vielen Teilbereiche des Fauna-Flora-Habitat-Gebiets „Werra- und Wehretal“ mit der Gebietsnummer 4825-302 und dem WDPA-Code 555520187. Das mit einer Fläche von rund 24.500 Hektar größte Natura-2000-Gebiet Hessens hat als wesentlichen Schutzzweck die Sicherung der Jagdreviere des Großen Mausohrs und der Bechsteinfledermaus in den großen zusammenhängenden Buchenwäldern zum Ziel. Beide Fledermausarten gehören zu den in Anhang II der FFH-Richtlinie gelisteten Tier- und Pflanzenarten von gemeinschaftlichem Interesse, die nach Gesetzen der Europäischen Union geschützt sind und für deren Erhaltung besondere Schutzgebiete eingerichtet werden müssen.

## Grenzbaum
Lange bevor man dem Baum seinen Namen gab, soll er schon als lebendes Grenzzeichen gedient haben. Die hier verlaufende Grenze markieren Grenzsteine, die die Aufschrift „A“ und eine fortlaufende Nummer auf ihrer Seite nach Oberrieden hin haben und auf der Ahrenberger Seite mit „D“ und „1800“ beschriftet wurden. Wiegand vermutet, dass das „A“ wohl für den hier angrenzenden Allendorfer Stadtwald steht und das „D“ für Dörnberg, denn der Hof Ahrenberg war bis 1807 im Besitz der Familie von Dörnberg.

## Besucherhinweis
An der Jägereiche vorüber, bei der Wanderer einen Rastplatz und Ruhebänke finden, verlaufen mehrere Wanderwege:
- Der „Rosskopfturmrundweg“ mit der Wegmarkierung 6 steigt von dem Stadtteil Bad Sooden in der empfohlenen Richtung teilweise serpentinenartig über Waldwege bis zum Aussichtsturm auf dem Rosskopf an, der einen Blick auf das Meißnervorland und den Hohen Meißner bietet. Vorbei an der Jägereiche führt der Weg über den Ahrenberger Anger zurück zum Ausgangspunkt.
- Von den Hauptwanderwegen des Werratalvereins treffen der Weg 21 von Hann. Münden nach Sontra, der „Fünf Städte Weg“ mit der Nummer 27 von Wanfried bis Hann. Münden sowie der „Rhenanuspfad“ (Nummer 26) auf seiner Strecke rund um Bad Sooden-Allendorf auf die Jägereiche.
- Der Europäische Fernwanderweg E6, der in Finnland beginnt und an den Dardanellen in der Türkei endet, führt auf der Etappe von Witzenhausen nach Eschwege ebenfalls an der Jägereiche vorbei.
- Auf teilweise gleicher Wegstrecke wie der E6 verläuft hier der Werra-Burgen-Steig Hessen, mit dem Wanderzeichen X5 H. Der als „Qualitätsweg Wanderbares Deutschland“ ausgezeichnete Weitwanderweg verbindet mit einer Länge von 133 km Hann. Münden mit der Tannenburg in Nentershausen.[7]